# Vicente Mariscal Romero
Vicente Mariscal Romero (Isla Cristina (Huelva), 1948), més conegut com el Mariscal Romero, és un periodista, productor i locutor de ràdio que a mitjans dels 70 promogué el rock en castellà sota el lema Viva el rollo.
Iniciativa seua fou la gravació del disc Viva el rollo (1975), que incloïa a grups rock del moment com Burning, Tilburi, Indiana, Volumen, etc. Per la mateixa època creà el segell discogràfic Chapa Records, on gravà, entre d'altres a Leño, Moris, Tequila, Topo, Cucharada, Barón Rojo o Kaka de Luxe. En aquest darrer grup militaven Fernando Marquez i Alaska entre d'altres destacats membres de la Movida madrileña. Tot i això, Romero, ha rebutjat sempre aquest tipus de música.
Per a Romero, famós per les seues declaracions polèmiques, els protagonistes de la movida madrileña eren "pijos" i "fills de papà" que reberen el suport del PSOE, ja que eren menys perillosos que, segons ell, els treballadors del rock. Romero considera que el rock fou un dels protagonistes de la transició espanyola però que després es volgué obviar açò.